# Luc 5
 (mars 2024).
La mise en forme du texte ne suit pas les recommandations de Wikipédia : il faut le « wikifier ».
Les points d'amélioration suivants sont les cas les plus fréquents. Le détail des points à revoir est peut-être précisé sur la page de discussion.
- Les titres sont pré-formatés par le logiciel. Ils ne sont ni en capitales, ni en gras.
- Le texte ne doit pas être écrit en capitales (les noms de famille non plus), ni en gras, ni en italique, ni en « petit »…
- Le gras n'est utilisé que pour surligner le titre de l'article dans l'introduction, une seule fois.
- L'italique est rarement utilisé : mots en langue étrangère, titres d'œuvres, noms de bateaux, etc.
- Les citations ne sont pas en italique mais en corps de texte normal. Elles sont entourées par des guillemets français : « et ».
- Les listes à puces sont à éviter, des paragraphes rédigés étant largement préférés. Les tableaux sont à réserver à la présentation de données structurées (résultats, etc.).
- Les appels de note de bas de page (petits chiffres en exposant, introduits par l'outil «  Source ») sont à placer entre la fin de phrase et le point final[comme ça].
- Les liens internes (vers d'autres articles de Wikipédia) sont à choisir avec parcimonie. Créez des liens vers des articles approfondissant le sujet. Les termes génériques sans rapport avec le sujet sont à éviter, ainsi que les répétitions de liens vers un même terme.
- Les liens externes sont à placer uniquement dans une section « Liens externes », à la fin de l'article. Ces liens sont à choisir avec parcimonie suivant les règles définies. Si un lien sert de source à l'article, son insertion dans le texte est à faire par les notes de bas de page.
- La présentation des références doit suivre les conventions bibliographiques. Il est recommandé d'utiliser les modèles {{Ouvrage}}, {{Chapitre}}, {{Article}}, {{Lien web}} et/ou {{Bibliographie}}. Le mode d'édition visuel peut mettre en forme automatiquement les références.
- Insérer une infobox (cadre d'informations à droite) n'est pas obligatoire pour parachever la mise en page.

Pour une aide détaillée, merci de consulter Aide:Wikification.
Si vous pensez que ces points ont été résolus, vous pouvez retirer ce bandeau et améliorer la mise en forme d'un autre article.
 (mars 2024).
Si vous disposez d'ouvrages ou d'articles de référence ou si vous connaissez des sites web de qualité traitant du thème abordé ici, merci de compléter l'article en donnant les références utiles à sa vérifiabilité et en les liant à la section « Notes et références ».
 (mars 2024).

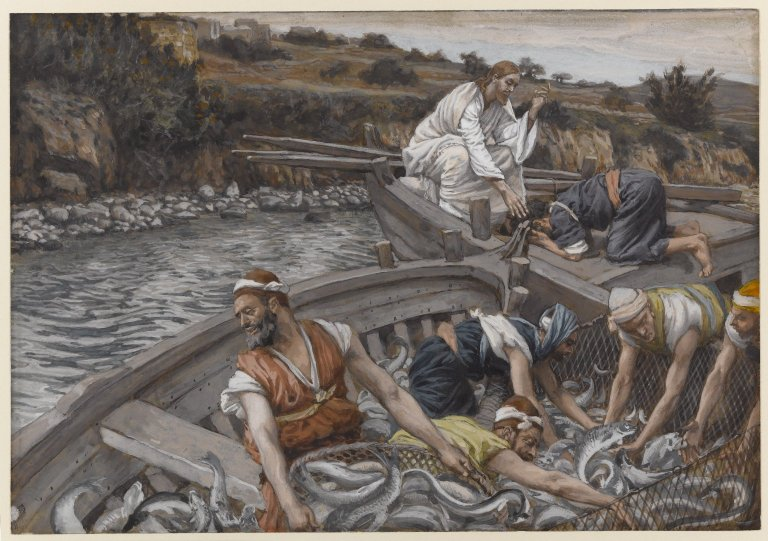
James Tissot, La Pêche Miraculeuse, Brooklyn Museum

Luc 5 est le cinquième chapitre de l'Évangile selon Luc dans le Nouveau Testament de la Bible Chrétienne, traditionnellement attribué à Luc l'évangéliste, compagnon de l'apôtre Paul lors de ses voyages missionnaires. Le chapitre raconte le recrutement des premiers disciples de Jésus et poursuit la description de l'enseignement de Jésus, ainsi que de son ministère curatif. Les premières critiques de la part des autorités religieuses juives est rencontré au fil de la progression du chapitre. 
| Luc 5                         | Luc 5              |
| ----------------------------- | ------------------ |
|                               |                    |
| Livre                         | Évangile selon Luc |
| Catégorie                     | Évangile           |
| Partie de la Bible Chrétienne | Nouveau Testament  |

## Texte
Le texte original a été écrit en Grec Koinè. Ce chapitre est divisé en 39 versets. 

### Témoins textuels
Certains premiers manuscrits contenant le texte de ce chapitre sont :
- Papyrus 4 (150-175 après Jésus-Christ)
- Papyrus 75 (175-225)
- Codex Vaticanus (325-350)
- Codex Sinaiticus (330-360)
- Codex Bezae (~400)
- Codex Washingtonianus (~400)
- Codex Alexandrinus (400-440)
- Codex Ephraemi Rescriptus (~450)
- Codex Guelferbytanus B (Ve siècle)

## La pêche du poisson et des gens: Les premiers disciples (5:1-11)

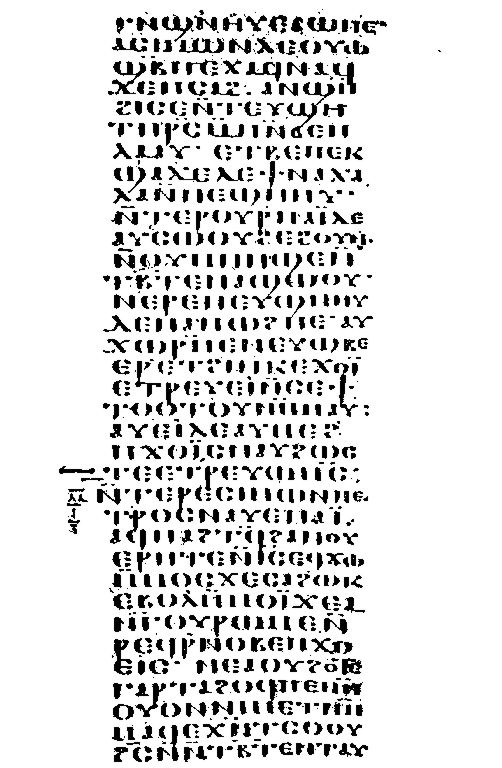
Une partie d'un manuscrit copte contenant Luc 5:5-9 (VIIIe siècle)

Les versets 1 à 11 relatent l'appel des premiers disciples de Jésus. Jésus arrive au Lac de Génésareth, ou la Mer de Galilée. Le spécialiste de la Bible William Smith suggère que "il y avait une belle et fertile plaine appelée "Génésareth" au nord-ouest de la Mer de Galilée, et "de là a été dérivé le nom de "Lac de Génésareth" employé par Luc dans Luc 5:1. Selon Eric Franklin, Génésareth était le quartier au sud de Capharnaüm, où le ministère de Jésus au chapitre 4 a été posé. 
Ici Jésus continue à prêcher la "parole de Dieu" à de nombreux auditeurs, utilisant le bateau de pêche de Simon comme une estrade. Après cela, il demande aux pêcheurs de pêcher à nouveau. Ils sont réticents, car ils n'avaient pas réussi la nuit précédente, mais suivant la requête, ils attrapent une grande quantité et sont étonnés. Jésus appelle Simon (Pierre) et ses partenaires, Jacques et Jean, les fils de Zébédée, dans son ministère, et dit à Simon : "Désormais tu seras pêcheur d'hommes". L'écrivain presbytérien Marvin Vincent note que "Matthieu et Marc font tous deux la promesse d'être adressés à Pierre et ses compagnons ; Luc à Pierre seul". 
L'histoire de l'appel des premiers disciples est également relaté en Marc 1:16-20 et Matthieu 4:18-22, bien que le récit de Matthieu inclut aussi André, le frère de Simon. L'histoire est développée par Luc, qui le relie à la pêche miraculeuse. Luc a également déjà révélé que Jésus a guéri la belle-mère de Simon établissant un lien entre les deux. Franklin note un accent sur la perception de Simon Pierre sur "la présence de Dieu en Jésus", comparable à la réaction du prophète Isaïe à sa vision du "Maître de l'univers" dans Isaïe 6:5. 
Malheur à moi ! Je suis perdu
Car je suis un homme aux lèvres impures. (Isaïe 6:5)
Seigneur, éloigne-toi de moi, parce que je suis un homme pécheur. (Luc 5:8)
L'appel des premiers disciples est relaté de différentes façons dans l'Évangile selon Jean, pas en rapport avec la pêche miraculeuse, et avec André devenant l'intermédiaire qui amène Simon à Jésus. 
Dans le dernier chapitre de l'Évangile selon Jean, l'évangéliste relate une pêche miraculeuse ultérieure, lorsque Jésus ressuscité rencontre sept de ses disciples pêchant de nouveau au lac. Au début, ils ne le reconnaissent pas. Alors Jésus leur demande de pêcher du côté droit du bateau. Ils attrapent une grande quantité et commencent à reconnaître qui il est (Jean 21:1-14)

## Guérison d'un lépreux (5:12-14)
Jésus rencontre un lépreux qui tombe à son visage, le suppliant directement, "Seigneur, si tu le veux, tu peux me rendre pur". Jésus le touche, un geste inhabituel, car les lépreux étaient mis en quarantaine selon la loi juive (Lévitique 13-14) - et le guérit : "sois pur". La guérison se produit instantanément. Jésus lui demande de se présenter au prêtre. Cela fournira une confirmation officielle de la guérison et, accompagné d'une offrande, respecter la loi, "comme Moïse l'a commandé" (verset 14). 

## Renommée de Jésus et sa retraite (5:15-16)
Jésus est désormais suivi par de nombreux auditeurs et voulant être guéris. Luc commente qu'il se retirait souvent dans le désert pour prier. L'habitude de Jésus en passant du temps à prier est mentionnée plusieurs fois dans Luc 3:21, ici, 6:12, 9:18, 9:29, et 22:41. 

## Guérison de l'homme paralysé (5:17-26)

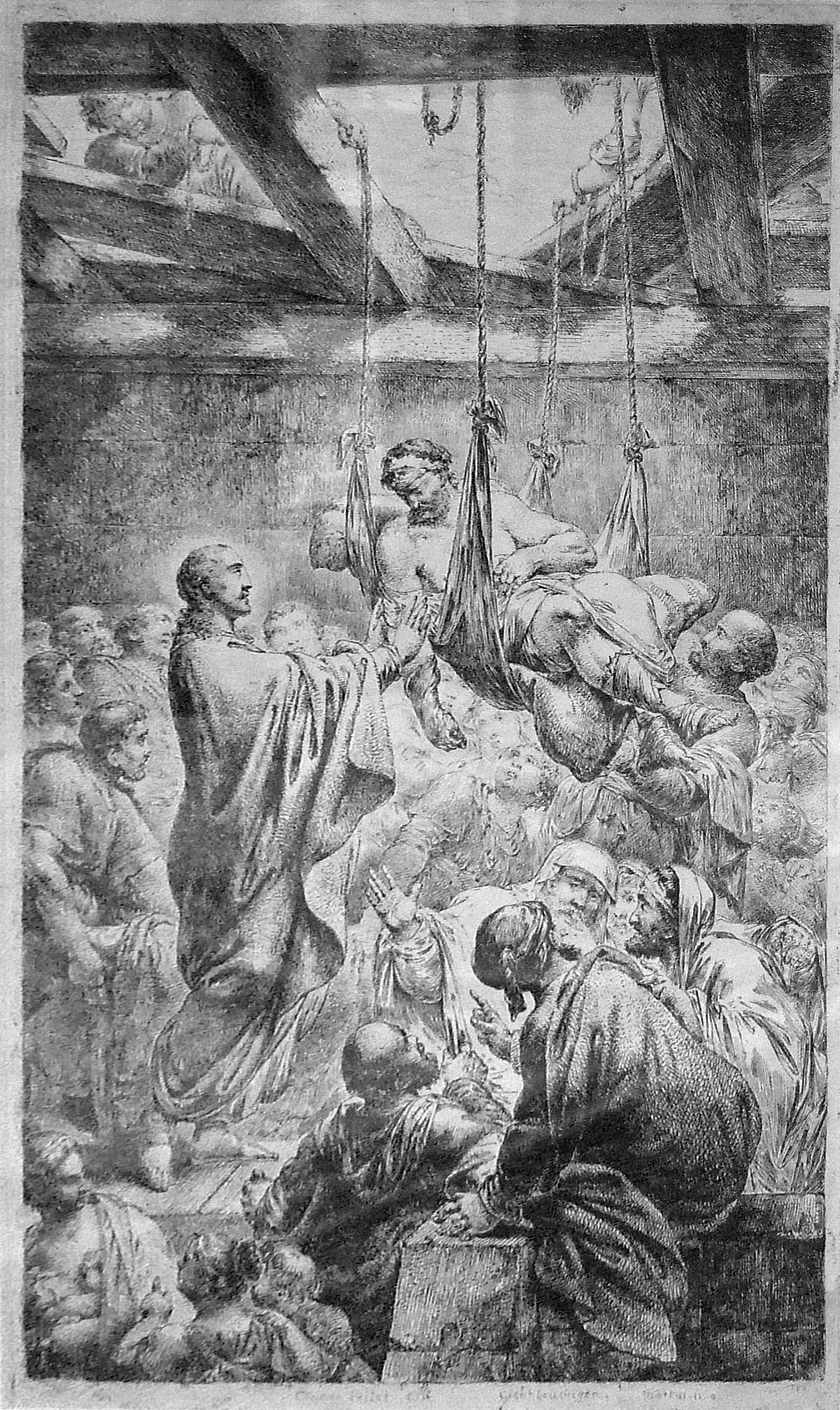
Christ guérissant le paralysé à Capharnaüm par Bernhard Rode 1780.

Jésus enseigne dans une maison avec les Pharisiens et les professeurs de la Loi présents. Luc fait remarquer que les membres des autorités religieuses viennent de Galilée, Judée, et Jérusalem. Il y a un homme paralysé et ses amis l'emmenant à Jésus, en le descendant par le toit de la maison. Lorsque Jésus voit la foi de ses amis, il déclare que ses péchés sont pardonnés. Aux yeux des autorités religieuses, l'acte de pardon de Jésus représente un blasphème. Il connaît leurs pensées et les défie : qu'est-ce qui est le plus facile à dire, tes péchés te sont pardonnés, ou lève-toi et marche ? (N'importe qui pouvait dire qu'il pardonne les péchés.) Alors Jésus ordonne à l'homme de se lever, de prendre sa civière, et de rentrer chez lui. La guérison instantanée de Jésus prouve son autorité à pardonner les péchés. Les gens louaient Dieu, mais avec la présence apparemment silencieuse des autorités religieuses Luc commença à préparer le terrain pour un conflit croissant. L'histoire est également relatée dans Marc 2.
Dans Jean 5, Jésus guérit aussi un homme paralysé (à la piscine de Béthesda), qui l'amène en conflit avec les autorités religieuses, puisque la guérison se produit le jour du Sabbat. 

## L'appel de Lévi (5:27-32)
Jésus appelle Lévi, un collecteur d'impôts, à le suivre. Lévi le suit immédiatement. Plus tard, il organisa une grande fête pour Jésus avec les autres collecteurs d'impôts qui étaient présents. Les Pharisiens et certains enseignants de la loi se plaignaient que Jésus festoyait avec les collecteurs d'impôts et d'autres parias. Les collecteurs d'impôts sont méprisés puisqu'ils collaboraient avec les Romains et avaient tendance à s'enrichir. La réponse de Jésus fût que les biens portants n'ont pas besoin d'un médecin, qu'il est venu pour aider ceux qui ont besoin de se repentir. Cet évènement est aussi relaté dans Marc 2:14-17 et dans Matthieu 9:9-13 (où le collecteur d'impôts est appelé Matthieu).

## À propos du jeûne (5:33-35)
La critique surgit à propos de la conduite des disciples de Jésus, leur manque de jeûne et de prière - contrairement aux disciples de Jean le baptiste et ceux des Pharisiens, ils mangent et boivent à la place. En réponse, Jésus se compare à un marié et ses disciples aux invités à la noce. Désormais, pendant qu'il est encore avec eux, il est temps de célébrer, mais il désigne aussi, pour la première fois dans son ministère, sa mort. Le jeûne sera approprié lorsqu'il leur sera enlevé : dans Actes 13:2-3 "ils les laissèrent partir". 

## Une double parabole (5:36-39)
La réponse à la critique à propos du jeûne est immédiatement suivie par une double parabole. Jésus compare l' "ancien" et le "nouveau" : premièrement, on ne déchire pas un morceau de tissu d'un habit neuf pour le mettre à un vieil habit, et deuxièmement, on ne met pas de vin nouveau dans de vieilles outres. Les raisons sont claires : il déchire l'habit neuf et le morceau qu'il en a pris n'est pas assorti avec le vieux, et le vin nouveau fait éclater les outres, il coule et les outres sont perdues. La parabole est aussi racontée dans Matthieu 9:14-17 et Marc 2:21-22, mais seul Luc emploie le terme παραβολὴν, (parabolēn, une parabole) dans son récit. 
Une interprétation traditionnelle de cette double parabole est que le nouvel enseignement de Jésus ne peut pas être reçu par les anciens modèles de pensée : Son ministère diffère de la tradition juive. Cette interprétation de l'incompatibilité du "Nouveau" et de l' "Ancien" peut remonter de Marcion et a également été employé comme un argument par les réformateurs ultérieurs au sein de l'Église.

### Verset 39
Jamais celui qui a bu du vin vieux ne désire du nouveau. Car il dit : “C’est le vieux qui est bon”.
Jésus continue de déclarer que le vin vieux est généralement préféré au vin nouveau - "le [vin] vieux est meilleur" - un commentaire non trouvé dans les autres évangiles synoptiques. Ce verset pose quelques difficultés en interprétation. Si Jésus enseigne une séparation du Judaïsme, dirait-il que le vieux est meilleur ? Un nombre d'explications a été donné. Certains pensent que le verset n'a pas sa place ici et devrait être ignoré ou retiré, une pensée prise par Marcion. D'autres pensent que Jésus désigne simplement que le vieux et les formes familières sont difficiles à perdre. Une autre explication suggère que Jésus essaie de sauver le Vieux, et le Nouveau réfère aux enseignements de ses critiques. D'autres explications traduisent à nouveau les mots grecs originaux différemment pour tenter de donner un sens à la déclaration.  
Une approche différente est la proposition de ne pas supposer que Jésus parle des enseignements religieux "vieux" et "nouveaux", mais de ses manière à choisir ses disciples. Donc Jésus emploie de nouvelles méthodes (nouveaux habits) à fournir aux nouveaux hommes (outres) avec un nouveau message (vin). Il ne rejette pas le "Vieux", mais le "Vieux" est limité et n'est pas accessible à tout le monde. Alors qu'il commence son ministère il montre que sa portée est ouverte, ainsi il trouve les pécheurs, le réprouvé, le pauvre et le malade. 
L'interprétation favorisé par John Calvin regarde aux vieux habits et vieilles outres comme représentations des disciples de Jésus. Dans son Commentaire sur Matthieu, Marc, et Luc il explique que le vin nouveau et l'habit nouveau représentent la pratique du jeûne deux fois par semaine. Jeûner de cette façon serait pesant pour les nouveaux disciples, et serait plus que ce qu'ils pourraient supporter. 

## Voir également
- Poisson
- Collecteur d'impôts
- Vin